# Gewog di Kanglung
Kanglung è un gewog bhutanese situato nel distretto di Trashigang, nell'est del paese, a 22 km dal capoluogo del distretto. L'importanza di Kanglung è dovuta alla presenza dello Sherubtse College, il più antico college del regno himalayano, che fa parte dell'Università Reale del Bhutan. Per questo motivo gran parte della popolazione del villaggio è composta dagli studenti universitari e dai docenti (lecturer), molti dei quali non sono bhutanesi, ma anche indiani, altri asiatici, nordamericani ed europei.
Nel villaggio è presente inoltre un monastero buddhista, un tempio induista (frequentato principalmente dagli studenti di etnia nepalese) ed un altro tempio buddhista che si trova all'interno del college.